# Universal Motown Republic Group
Universal Motown Republic Group, también abreviado como UMRG, fue un grupo de sellos discográficos fundado en 1999 por  Universal Music Group para supervisar las etiquetas asignadas a su unidad. UMRG se formó en 1999 con  Universal Records, Motown Records y  Republic Records, estos dos últimos serían renombrados luego Universal Motown Records y Universal Republic Records.
Universal Motown Republic Group fue uno de los tres grupos de  Universal Music en  América del Norte para hacer frente principalmente a la corriente principal del pop, rock y artistas urbanos, los otros son:  Island Def Jam Music Group (ahora llamado The island Def Jam Motown Music Group) y  Interscope-Geffen-A&M.  Barry Weiss se desempeñó como Presidente y Director Ejecutivo de la Compañía. En el verano de 2011, Motown Records fue separado de Universal Motown Records y fue fusionada con Island Def Jam, por lo que Universal Republic Records quedó solo en el grupo y Universal Motown Republic Group desapareció.

## Sellos discográficos bajo el grupo

### Universal Motown Records
- Def Jam
- Cash Money Records
  - Young Money Entertainment
- SRC Records
  - Loud Records
- Rowdy Records
- Custard Records
- Ecstatic Peace!
- Derrty Entertainment

### Universal Republic Records
- Casablanca Records
- Republic Nashville
- Next Plateau Entertainment
- Serjical Strike Records
- Tuff Gong
- Brushfire Records
- Lava Records
- ANTI-